# Alistro
Pour les articles homonymes, voir Alistro (homonymie).
L'Alistro est une rivière française du département Haute-Corse de la région Corse et un petit fleuve côtier qui se jette dans la mer Tyrrhénienne.

## Géographie
D'une longueur de 11,8 kilomètres, l'Alistro, qui s'appelle alors le ruisseau de Vallo Grosso, prend sa source sur la commune de Canale-di-Verde à l'altitude 715 mètres, à un kilomètre au nord-est de la Pointe de Campana (1 093 m) dans le Mont Sant Appiano.
Il coule globalement de l'ouest vers l'est, et change de nom en s’appelant le ruisseau de Teghia.
Il a son embouchure sur la commune de San-Giuliano et au nord de la tour d'Alistro (en).
Les cours d'eau voisins sont le Chiosura puis la Bravona au sud et au nord l'Alesani.

### Communes et cantons traversés
Dans le seul département de la Haute-Corse, l'Alistro traverse deux communes et deux cantons :
- dans le sens amont vers aval : (source) Canale-di-Verde, San-Giuliano, (confluence)[note 1].

Soit en termes de cantons, l'Alistro prend source dans le canton de Moïta-Verde, a son embouchure dans le canton de Campoloro-di-Moriani.

### Bassin versant
La superficie du bassin versant « Côtiers du rivière d'Alesani incluse à la rivière de Bravona » (Y920) est de 126 km2. Ce bassin versant est constitué à 70,62 % de « forêts et milieux semi-naturels », à 27,59 % de « teeritoires agricoles », à 1,38 % de « territoires artificialisés », à 0,50 % de « surfaces en eau ».

### Organisme gestionnaire
L'organisme gestionnaire est le Comité de bassin de Corse, depuis la loi corse du 22 janvier 2002.

## Affluents

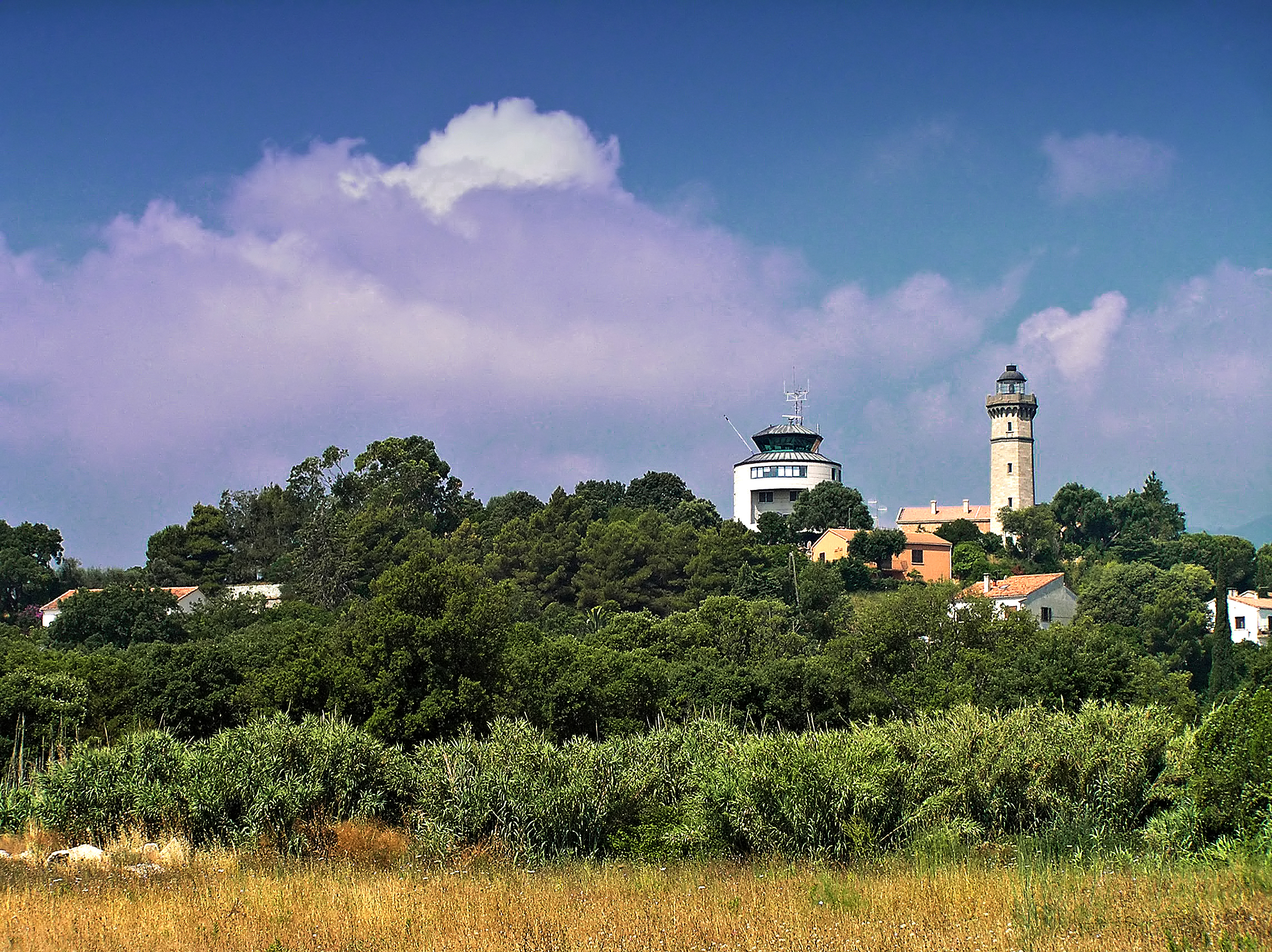
Le phare et sémaphore d'Alistro sur la commune de San-Giuliano.

L'Alistro a cinq affluents référencés :
- le ruisseau de Poggialetti (rd[note 2]) 1,2 km, sur la seule commune de Canale-di-Verde[note 3].
- le ruisseau de Conche (rd), aussi appelé ruisseau de Palmo en partie haute 3,8 km, sur les deux commune de Canale-di-Verde et Linguizzetta[note 3] avec un affluent :
  - le ruisseau de Forci (rd) 3,2 km, sur les deux commune de Canale-di-Verde et Linguizzetta[note 3].

Géoportail signale un autre affluent : le ruisseau de Piedivizzo (rg).
- le ruisseau de Grotta de Strallerone (rg) 3,4 km, sur la seule commune de Canale-di-Verde et venant du barrage de Peri à l'altitude d'environ 80 mètres[note 4].
- le ruisseau de Basse de Valone (rg) 2,5 km, sur les deux communes de Canale-di-Verde, San-Giuliano[note 5]. qui passe à moins de 500 mètres du phare d'Alistro.
- le ruisseau de Siala (rd) 7,3 km, s'appelant aussi ruisseau de Scandolajo puis ruisseau de Piedifori, dans les communes de Canale-di-Verde, Linguizzetta et San-Giuliano avec deux affluents :
  - le ruisseau de Pietrera (rd) 3,5 km, sur la seule commune de Linguizzetta[note 6]..
  - le ruisseau de l'Olmitelli (rd) 2,4 km, sur les trois communes de Canale-di-Verde, Tox et Linguizzetta avec un affluent :
    - le ruisseau de Deceppi (rd) 2,3 km, sur les trois communes de Canale-di-Verde, Tox et Linguizzetta.

### Rang de Strahler
Le rang de Strahler est de quatre.

## Aménagements
Le barrage de Peri est construit sur la rivière Grotta, affluent de rive gauche de l'Alistro, à l'altitude d'environ 80 mètres. De type digue en terre et construit en 1964, il a une hauteur de 28 mètres et une capacité de 3 milliards de m3.